# Bohemio enamorado
Bohemio enamorado es el título del álbum debut de estudio en solitario grabado por el cantautor cubano Donato Póveda. Fue lanzado al mercado bajo el sello discográfico BMG U.S. Latin el 23 de abril de 2002. Un año después de la separación del dúo Donato y Estéfano y. Él álbum fue producido por el propio artista y co-producido por Daniel Freiberg y recibió una nominación para el Premio Grammy al Mejor Álbum de Pop Latino en la 45°. edición anual de los Premios Grammy celebrada el domingo 23 de febrero de 2003. pero perdió ante Caraluna de Bacilos.

## Lista de canciones
- Todas las canciones escritas y compuestas por Donato Póveda, excepto donde se indica.

| Bohemio enamorado |                                       |                                            |          |  |
| N.º               | Título                                | Escritor(es)                               | Duración |  |
| 1.                | «Bohemio enamorado»                   | Donato Póveda                              | 3:58     |  |
| 2.                | «Paloma mía»                          | Donato Póveda                              | 4:34     |  |
| 3.                | «Soñé que soñaba»                     | Donato Póveda                              | 4:30     |  |
| 4.                | «Candela»                             | Erika Ender · Donato Póveda                | 4:15     |  |
| 5.                | «Maldito sea»                         | Donato Póveda                              | 3:54     |  |
| 6.                | «Serenata santiaguera»                | Donato Póveda · Estéfano                   | 3:49     |  |
| 7.                | «Mi único amor»                       | Donato Póveda · Hal S. Batt · Manny Benito | 4:10     |  |
| 8.                | «Déjate querer»                       | Donato Póveda                              | 4:42     |  |
| 9.                | «Ella y él»                           | Donato Póveda                              | 4:41     |  |
| 10.               | «Echa P'aca» (Déjate llevar)          | Erika Ender · Donato Póveda                | 4:33     |  |
| 11.               | «Apaga la luz»                        | Donato Póveda                              | 4:36     |  |
| 12.               | «Eres tú» (con Gisselle)              | Hal S. Batt · Donato Póveda                | 4:10     |  |
| 13.               | «Loving You, Loving Me»               | Donato Póveda                              | 4:08     |  |
| 14.               | «Bohemio enamorado» (Versión bachata) | Donato Póveda                              | 3:35     |  |
| 55:57             |                                       |                                            |          |  |

© MMII. BMG Music.